# Napoletani a Milano
Napoletani a Milano és una pel·lícula de comèdia italiana en blanc i negre dirigida per Eduardo De Filippo. Va formar part de la competició oficial a la 14a Mostra Internacional de Cinema de Venècia. El 2008 la pel·lícula fou seleccionada per formar part de la llista dels 100 film italiani da salvare.

## Sinopsi
Una empresa milanesa (I.L.A.R. Industrie Lombarde Acciaierie Riunite) compra terrenys als afores de Nàpols per a la construcció d’una nova planta industrial. Algunes famílies que van sobreviure a la Segona Guerra Mundial hi viuen en la pobresa i, per força major, es veuen obligades a deixar les seves cases. Malauradament, cinc persones grans es neguen a abandonar les seves llars en ruïnes i després dels moviments de terres, la vella casa es col·lapsa sobtadament, enterrant els habitants sota les seves ruïnes.
L'esdeveniment provoca la revolta dels desplaçats, culpant de l’incident l'enginyer milanès director d’obres. Aquesta últim, en ser objectiu, aconsegueix trobar refugi a casa de Nannina, una noia del barri. Calmats els ànims, Salvatore, considerat el més popular i savi del municipi, pensa aprofitar el que ha passat associant un cert nombre de falsos parents als noms dels difunts; aquests, sota la seva direcció, van a Milà per demanar una indemnització.
Els industrials, en lloc de diners, ofereixen llocs de treball als falsos familiars. Els napolitans, per no evidenciar-se, accepten i aviat demostren ser excel·lents treballadors. No només això, sinó que quan la fàbrica ha de suspendre la seva activitat per manca de matèria primera, els napolitans, recorrent als seus compatriotes que han emigrat a tot el món, obtindran l’ajut necessari per revifar l'empresa.

## Repartiment
- Eduardo De Filippo: Salvatore Aianello
- Anna Maria Ferrero: Nannina
- Tina Castigliano: Irene
- Frank Latimore: Enrico
- Baldassarre Caruso: Antonio Capasso
- Thea Prandi: narrador
- Laura Gore: Rosetta
- Vittorio Sanipoli: Giovanni
- Luigi Russo: Vincenzino
- Renata Corridi: Secretària

## Producció
La veu narradora de la pel·lícula és la de Thea Prandi, en aquella època companya (després casada el 1956) del mateix De Filippo. Totes les escenes internes de la fàbrica d’acer i els disturbis a l'exterior de la fàbrica es van rodar a la fàbrica d’acer Tenaris a Dalmine (Bg) que encara existia avui i en aquell moment anomenada precisament Dalmine.